# Сосна Гоголя
Сосна́ Го́голя — екземпляр дерева виду сосна звичайна, заповідний як ботанічна пам'ятка місцевого значення. 

## Історія
Зростала на території будинку відпочинку в селі Прохорівка в Черкаському районі Черкаської області в урочищі Михайлова Гора. Висота 25 м. Обхват стовбура 3,20 м. Вік понад 300 років. Статус ботанічної пам'ятки природи дерево отримало в 1972 році (рішенням Черкаської обласної ради від 27.06.72 р. № 367.) Керуючі організації — санаторій «Жовтень».
За легендою, під нею любив відпочивати М. Гоголь і тут він задумав написати повість «Вій»[джерело?].

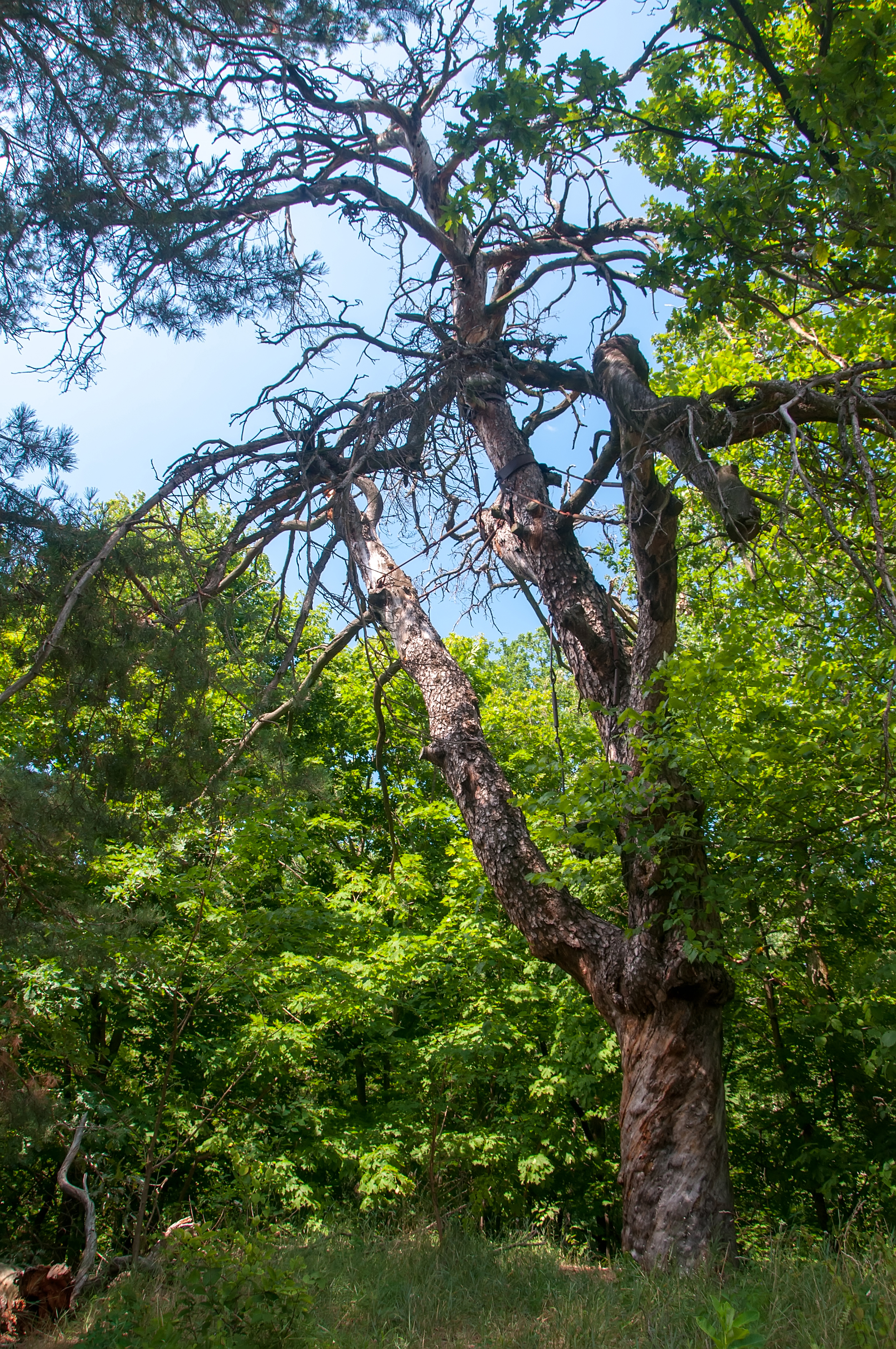
Засохле дерево (2017)

Деревом дбайливо опікуються: огороджено, гілки підв'язані, мають підставки, є інформаційна табличка, але немає охоронного знака.
Станом на 02.05.2014 року сосна всохла. Табличка знята, огорожа занедбана[джерело?].
Станом на 02.01.2025 сосна засохла та повалена з коренем на землю. На гілках спостерігаються металеві ланцюги. Очевидно, з метою недопущення опущені важких гілок. Однак, ці міри не змогли вберегти сосну Гоголя від загибелі. Огорожі поруч з деревом немає, дерево самотньо лежить повалене на землі.

## Виноски
1. 1 2   Шнайдер С. Л., Борейко В. Е., Стеценко Н. Ф. 500 выдающихся деревьев Украины. — К.: КЭКЦ, 2011. — 203 с.
2. ↑  Природно-заповідний фонд Черкаської області / Укл. Коноваленко О.С., Карастан І.М. — Черкаси : Вертикаль, 2006. — 196 с.